# Graham Young
Graham Frederick Young, mais conhecido como Graham Young (Londres, 7 de setembro de 1947 - Parkhust Prison, 1 de agosto de 1990) foi um assassino em série inglês que usou veneno para atacar suas vítimas, matando 4 pessoas e deixando mais de 70 intoxicadas.

## Nascimento e primeiros crimes

### Nascimento, morte da mãe e rejeição do pai
Graham Frederick Young nasceu em Neasden, noroeste de Londres em 7 de setembro de 1947. Era filho de Margaret Young e Fred Young, e tinha uma irmã mais velha, Winifred Young.
Sua mãe Margaret, morreu de tuberculose em dezembro de 1947, apenas três meses depois do nascimento de Graham, e seu pai, Fred, ficou sem condições psicológicas de criar o garoto e a irmã. Em janeiro de 1948 seus filhos foram então divididos. Graham foi enviando para viver com os tios Winnie e Jack, enquanto sua irmã mais velha, Winifred, foi morar com os avós.

### Infância conturbada e paixão por venenos
Graham seria criado pelos tios por dois anos, até que em 1950, seu pai Fred casou-se com Molly e retomou a criação dos filhos.
Apegado aos tios, Graham se tornou uma criança angustiada quando voltou a viver com o pai e a madrasta. Quando aprendeu a ler, desenvolveu um gosto por ficção e histórias do Dr. Hawley Harvey Crippen, um infame envenenador. Também era fã do livro Sixty Famous Trials que contava a história do médico vitoriano William Palmer, que também matava suas vítimas por envenenamento. Se tornou, então, fascinado por venenos e seus efeitos. Desenvolveu, também, um apego por Adolf Hitler e a ideologia nazista.
Suas primeiras experiências foram em gatos, um dois quais ele executou para um ritual ocultista. Nessa época, ele roubava perfumes e removedores de esmalte para ver suas composições químicas, e também era capaz de dizer o nome científico de remédios populares.
Em 1959 Graham passou num teste chamado "11 Plus", e foi estudar na conceituada Grammar School. Por ter passado no teste, ganhou do pai um kit de química.
Em 1960, com apenas 13 anos, já tinha um conhecimento abrangente sobre venenos, e fez se passar por um jovem com 17 anos para conseguir comprar venenos a fim de fazer "estudos".

### Início dos crimes
A primeira vítima não fatal de Graham Young foi seu vizinho Christofer Willians. Willians foi envenenado e teve seu quadro acompanhado minuciosamente por Young. Por sorte Willians não morreu.
No início de 1961, Graham Young começou a testar seus experimentos com venenos na própria família. A primeira a sentir os efeitos dos venenos de Graham foi sua madrasta, Molly Young, que, em fevereiro daquele ano, começou a ter vômitos, diarreia e dores de estômago insuportáveis.
O pai de Graham, Fred Young, foi o segundo a sofrer com dores no estômago semelhantes a da esposa. Em seguida, no verão, a irmã de Young, Winifred Young, ficou doente. Por último, o próprio Graham acabou se envenenando e ficando doente.
Na escola em que estudava, a Grammar School, um casal de amigos de Graham também acabou envenenado.

### Primeiro ataque grave
Numa manhã de novembro de 1961, Winifred Young, teve uma xícara de chá servida por seu irmão Graham. Logo depois Winifred foi para o trabalho, mas, uma hora depois, no trem que a conduzia ao serviço, ela começou a ter alucinações, e teve de ser levada para o hospital, onde os médicos detectaram que ela havia sido infectada com o veneno raro Atropa belladonna.
Na ocasião, o pai de Graham, Fred, chegou a confronta-lo, acusando-o de ter envenenado a própria irmã, mas, o jovem Graham se defendeu e culpou a própria irmã, dizendo que ela havia usado a xícara para misturar shampoo e teria, assim, acabado se auto-envenenando. Mesmo com as alegações do menino, Fred não ficou convencido das palavras de seu filho, e revistou o quarto de Graham, mas não encontrou nada incriminador.

### O assassinato da Madrasta
No dia 21 de abril de 1962, um sábado de Páscoa, a madrasta de Young, Molly, morreu de envenenamento. Uma tia de Graham, que sabia de seu fascínio com a química e venenos, fez com que ele fosse acusado. Graham foi enviado a um psiquiatra, que o recomendou entrar em contato com a polícia.
O professor de química de Graham encontrou veneno nos materiais do garoto, e o denunciou a polícia.

### Prisão
Graham Young foi preso em 23 de maio de 1962 e confessou as tentativas de assassinato de seu pai, irmã e amigos. Contudo, os restos mortais de sua madrasta não puderam ser analisados, porque ela havia sido cremada, e no momento de sua morte, não suspeitaram de envenenamento, mas sim, dos resultados de complicações dos ferimentos sofridos no acidente de trânsito que ela se envolveu.
Graham foi enviado para o Broadmoor Hospital em 1962, após o envenenamento de vários membros de 
sua família e de ter matado sua madrasta. Ele foi detido sob a Lei de Saúde Mental no Broadmoor Hospital, uma instituição para pacientes com transtornos mentais que cometeram delitos, depois de ter sido avaliado por dois psiquiatras antes de seu julgamento, e diagnosticado como sofrendo de um transtorno de personalidade, e também com esquizofrenia e sinais do espectro autista. Graham se tornou o preso mais jovem de Broadmoor desde 1885.
Sua detenção em Broadmoor foi sujeita a restrição especial, o que significava que todas as ações envolvendo Graham teriam que ser aprovadas pelo Ministro do Interior. A avaliação do Hospital, inicialmente estipulada, dizia que ele deveria ser detido por pelo menos 15 anos, mas, o Secretário de Estado mais tarde observou que os delitos de Graham tinham uma sentença de não mais do que sete ou oito anos. Graham seria liberado depois de nove anos, considerado "totalmente recuperado".

### Segundo assassinato na prisão
No hospital, contudo, Young tinha estudado textos médicos e assim melhorado seu conhecimento com venenos. Ele continuou com seus experimentos com os venenos, mesmo estando num sanatório, e usava constantemente como cobaia detentos e funcionários, levando a morte de John Berridge, um interno da instituição.
Mesmo envenenando e matando pessoas dentro do Hospital, em junho de 1970, após quase oito anos em Broadmoor, o Dr. Edgar Udwin, psiquiatra da prisão, escreveu ao Ministro do Interior para recomendar a libertação de Graham, anunciando que Young "já não era obcecado com venenos, violência e maldade".

## Crimes posteriores

### Saída do Hospital Broadmoor
Em fevereiro de 1971, após nove anos de prisão, Young foi liberado de Broadmoor sendo considerado "curado".

### Os crimes no John Hadland Laboratories
Após a alta hospitalar, ele começou a trabalhar no John Hadland Laboratories em Bovingdon, Hertfordshire, perto da casa de sua irmã em Hemel Hempstead. A empresa fabricava lentes infravermelhas de brometo-iodeto de tálio, que foram utilizados em equipamentos militares. No entanto, nenhum tálio era armazenado no local, e Young obteve as entregas do veneno de um químico londrino. O laboratório recebeu referências como parte da reabilitação de Young de Broadmoor, mas, não foi informado de seu passado como um envenenador condenado. O Oficial de justiça encarregado por vigiar Young nunca visitou a casa ou local de trabalho de Graham, de acordo com o Relatório oficial Aavold no caso Young, 1973.
Logo depois que ele começou a trabalhar, seu chefe no Laboratório, Bob Egle, ficou doente e morreu. Era a terceira vítima fatal de Graham.
Logo depois, Young também começou a fazer chás misturados com venenos para seus colegas de trabalho, que sem saber do passado do assassino, tomavam a poção. Logo os chás envenenados começaram a fazer efeito, e dizimaram o local de trabalho de Graham, quando muitas pessoas começaram a ficar doentes com os mesmos sintomas que não eram identificados pelos médicos. O caso foi confundido com um vírus, e foi apelidado de Bovingdon Bug. Graham Young envenenou cerca de 70 pessoas com seus chás, durante os meses em que trabalhou no Laboratório, mas, com exceção de Bob Egle, nenhuma morreu. O sucessor de Egle adoeceu logo depois de começar a trabalhar, mas decidiu parar de trabalhar e escapou da morte.
A quarta e última vítima fatal de Young morreu poucos meses depois da morte de Egle. Fred Biggs, outro colega de trabalho de Young, ficou doente e foi internado no Hospital Nacional de Londres para doenças nervosas. Era tarde demais, e depois de sofrer agonia durante várias semanas, ele veio a morrer.

### Segunda prisão
Neste ponto, era evidente que uma investigação acontecesse. Young começou a levantar suspeitas quando perguntou ao médico do Laboratório se os investigadores tinham considerado envenenamento por tálio. Ele também havia contado a um colega, que seu hobby era estudar produtos químicos tóxicos. Foi o colega de Young quem o denunciou. 
Graham Young foi preso em Sheerness, Kent, em 21 de novembro de 1971. A polícia encontrou tálio em seu bolso, além de antimônio, tálio e aconitina em sua casa. Eles também descobriram um diário detalhado que Young mantinha, observando as doses administradas, os seus efeitos e as consequências dos envenenamentos.

## Julgamento e Morte

### Julgamento e condenação
O julgamento de Graham aconteceu em St Albans Crown Court, começando em 19 de junho de 1972, e durando apenas 10 dias. Graham Young se declarou inocente, e afirmou que o diário era uma fantasia para uma novela. Ele, porém, foi condenado à prisão perpétua. Ele foi apelidado de "The Teacup Poisoner" (algo como "O Envenenador da Xícara de Chá").
Enquanto estava na prisão, Graham fez amizade com Ian Brady, um dos assassinos no caso Moors, e compartilhou com ele um fascínio pela Alemanha nazista. Em seu livro, The Gates of Janus (2001), publicado pela Feral House, Brady escreveu que "era difícil não ter empatia por Graham Young". O criminoso reformado Roy Shaw, no livro autobiográfico Pretty Boy (2003), também relata sua amizade com Young.

### Morte
Graham Young morreu em sua cela na prisão Parkhurst na noite de 1 de agosto de 1990, um mês antes de seu 43º aniversário. A causa da morte foi listado como o infarto agudo do miocárdio em um inquérito post-mortem.

## Na cultura popular
Um filme britânico-alemão chamado The Young Poisoner's Handbook, de 1995, é vagamente baseado na vida de Young.

## Influência perigosa
A história de Graham Young com seus chás venenosos influenciaram outras pessoas a cometer crimes semelhantes. Em novembro de 2005, uma jovem estudante japonesa de dezesseis anos, foi presa em Shizuoka, região central do Japão, acusada de envenenar a mãe com tálio. A jovem envenenava a mãe depositando a substância tóxica em sua comida e mantinha um Blog na internet onde fazia uma espécie de "diário" sobre as dosagens e reações do veneno em sua mãe. A estudante nipônica alegou para polícia ser fascinada por Graham Young e ter visto o filme The Young Poisoner's Handbook de 1995.